# East Thermopolis
East Thermopolis è un centro abitato (town) degli Stati Uniti d'America, situato nella Contea di Hot Springs nello Stato del Wyoming. Nel censimento del 2000 la popolazione era di 274 abitanti.

## Geografia fisica

### Territorio
Secondo i rilevamenti dell'United States Census Bureau, la località di East Thermopolis si estende su una superficie di 0,5 km², tutti occupati da terre.

## Società

### Evoluzione demografica
Secondo il censimento del 2000, a East Thermopolis vivevano 274 persone, ed erano presenti 61 gruppi familiari. La densità di popolazione era di 604,6 ab./km². Nel territorio comunale si trovavano 166 unità edificate. 
Per quanto riguarda la suddivisione della popolazione in fasce d'età, il 21,2% era al di sotto dei 18, il 4,7% fra i 18 e i 24, il 16,1% fra i 25 e i 44, il 25,5% fra i 45 e i 64, mentre infine il 32,5% era al di sopra dei 65 anni di età. L'età media della popolazione era di 55 anni. Per ogni 100 donne residenti vivevano 79,1 uomini.

### Etnie e minoranze straniere
Per quanto riguarda la composizione etnica degli abitanti, il 91,97% era bianco, lo 0,36% era afroamericano, l'1,46% era nativo, l'1,09% apparteneva ad altre razze e il 5,11% a due o più. La popolazione di ogni razza ispanica corrispondeva al 3,65% degli abitanti.